# マテイ・ミトロヴィッチ
マテイ・ミトロヴィッチ（Matej Mitrović、1993年11月10日 - ）は、クロアチア・ポジェガ出身のサッカー選手。カタール・スターズリーグ・アル・アハリ・ドーハ所属。ポジションはDF。元クロアチア代表。

## クラブ経歴
2012年2月25日、NKスラヴェン・ベルポとのリーグ戦でプロデビュー。
2017年1月6日、ベシクタシュJKに3年契約で移籍した。
2018年1月29日、クラブ・ブルッヘにレンタル移籍した。その後、ブルッヘはミトロヴィッチと4年契約を結んだ。
2022年7月1日、HNKリエカに復帰した。

## 代表経歴
2014年11月12日、負傷したゴルドン・シルデンフェルトに代わりクロアチア代表に召集された。
2018年5月、2018 FIFAワールドカップを戦うクロアチア代表候補32人に選手されたが、登録メンバー23人からは漏れた。